# Guillermo Hernández Medina
Guillermo Hernández Medina (* 18. Februar 1971 in Guadalajara, Jalisco), auch bekannt unter dem Spitznamen El Campeoncito, ist ein ehemaliger mexikanischer Fußballspieler auf der Position des Verteidigers.

## Leben
„El Campeoncito“ Hernández begann seine Profikarriere in der Saison 1990/91 bei seinem Heimatverein Chivas Guadalajara, mit dem er im Sommer 1997 die mexikanische Meisterschaft gewann. Unmittelbar nach diesem Erfolg schloss er sich den Tiburones Rojos de Veracruz an und spielte anschließend in zwei Etappen für insgesamt drei Jahre bei den ebenfalls im Großraum Guadalajara beheimateten Tecos de la U.A.G., bevor er seine aktive Laufbahn in der Saison 2002/03 beim Querétaro FC ausklingen ließ.

## Erfolge
- Mexikanischer Meister: Verano 1997